# Sony Pictures Classics
Sony Pictures Classics Inc. es una productora y distribuidora de cine de autor estadounidense, división de Sony Pictures Entertainment. Fue fundada en 1992 por Michael Barker, Tom Bernard y Marcie Bloom, antiguos responsables de Orion Classics.  Distribuye, produce y adquiere películas especializadas como documentales, películas independientes y de arte y ensayo en Estados Unidos y a escala internacional. Desde 2015, Barker y Bernard son copresidentes de la división, miembro de la Motion Picture Association (MPA). 

## Historia

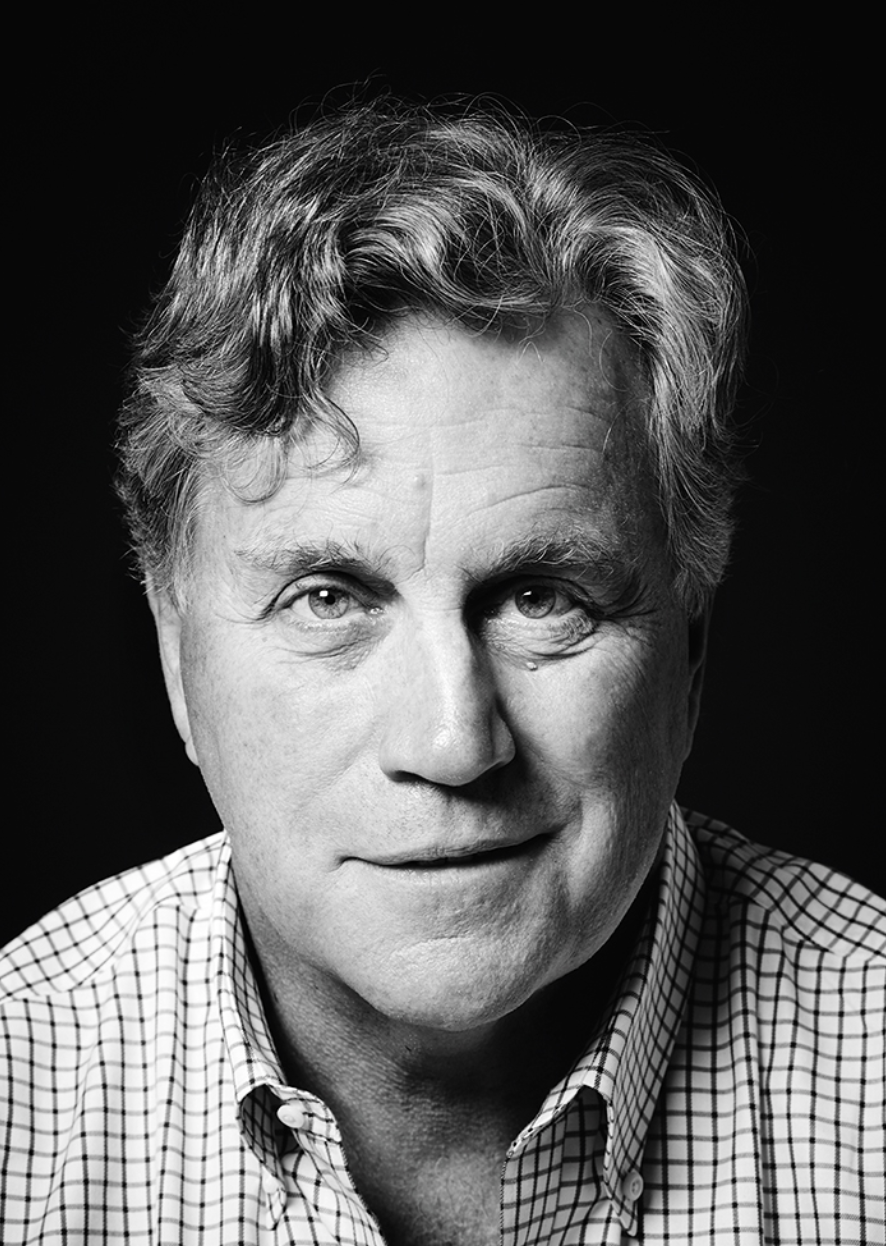
Cofundador y copresidente Tom Bernard

Ha estrenado películas que han ganado 37 premios Oscar y recibido 155 nominaciones, incluidas nominaciones a Mejor Película por I'm Still Here, El padre, Llámame por tu nombre, Whiplash, Amour, Medianoche en París, An Education, Capote, Howards End, El tigre y el dragón y La separación.
SPC tiene un historial de hacer inversiones razonables para películas pequeñas, y obtener un rendimiento decente.    Tiene un historial de no gastar demasiado.   Su mayor éxito comercial de la década de 2010 es Medianoche en París (2011) de Woody Allen, que recaudó más de 56 millones de dólares en Estados Unidos, convirtiéndose en la película más taquillera de Allen en ese país.
SPC ha sido pionera en la distribución teatral. En 2001 promovió la película en idioma chino El tigre y el dragón, que obtuvo la mayor cantidad de nominaciones al Oscar en la historia para una película en un idioma que no fuera el inglés, y ganó el Oscar a Mejor Película en Lengua Extranjera y un Globo de Oro en 2001. La película recaudó más de 213 millones de dólares en todo el mundo con un presupuesto de 17 millones de dólares, incluidos 128 millones de dólares en los Estados Unidos como estreno de Sony Pictures Classics. 
En 2006, SPC promovió la película alemana La vida de los otros al Oscar y al BAFTA, después de que fuera rechazada en los festivales de cine de Cannes, Berlín, Venecia y Nueva York. 

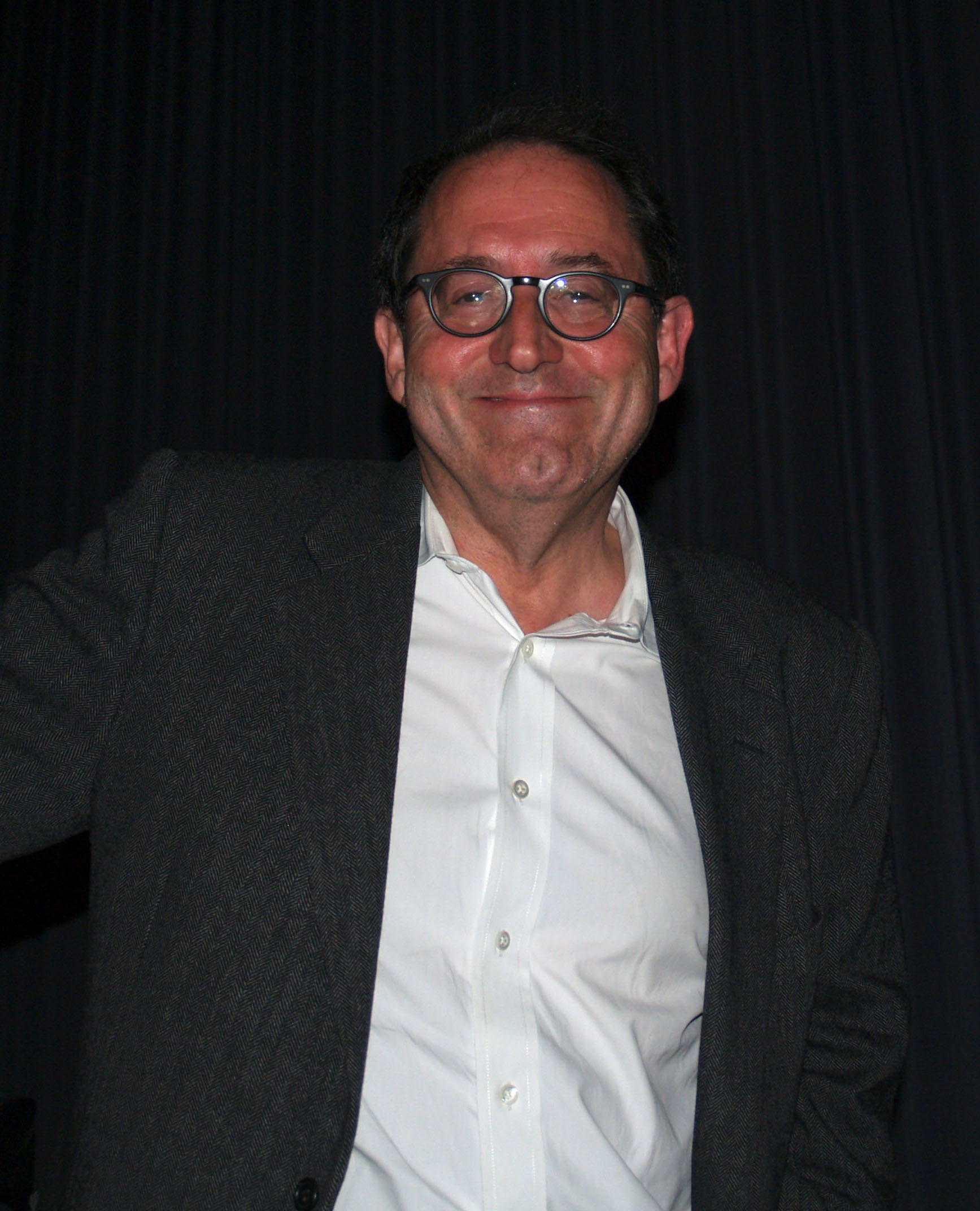
Cofundador y copresidente Michael Barker

Ocasionalmente, SPC acepta estrenar películas para otras divisiones cinematográficas de Sony; sin embargo, según su estructura dentro de Sony, ninguna de las otras divisiones (incluida la empresa matriz) puede obligar a SPC a estrenar ninguna película que no desee estrenar. 